# Гурген II Арцруні
Гурген II Арцруні (*Գուրգեն Բ Արծրունի, 883/884 —923) — ішхан Васпуракана з 903 до 923 року.

## Життєпис
Походив з династії Арцрунідів. Молодший син Дереніка, ішхана Васпуракану, та Софії Багратуні (доньки царя Ашота I). Народився у 883 або 884 році. Після загибелі батько у 886 (або на початку 887) року опинився під опікою родича Гагіка Абу-Мірвана, який став регентом Васпуракану. Деякий час життя Гургена разом з братами була під загрозою, оскільки Абу-Мірвана планував їх знищити й захопити владу. Задля недопущення цього старший брат Ашот-Саргіс уклав союз з еміром Мухаммедом Афшіном. Близько 897 або 898 року вирушив як заручник до двору Афшіна, але невдовзі втік, спровокувавши тим самим вторгнення мусульман до Васпуракану. Лише у 901 році ішхан Ашот-Саргіс домовився про вихід їх з території держави.
Водночас Смбат I, цар Ані, надав Гургену посаду марзпана (намісника), сприявши переходу того на бік Багратуні проти своїх братів Ашота-Саргіса і Гагіка. Надалі брав участь у складі військ Анійського царства проти Сюнікського князівства.
У 903 році після смерті брата Ашота-Саргіса розділив Васпуракан з братом Гагіком, отримавши південно-східні гавари (області). Своєю столицею обрав місто Адамакерт, яке зміцнив, прикрасив цивільними будівлями і церквами. Водночас дотримувався союзу з братом Гагіком, з яким протягом 910—914 років брав участь у війні Саджидів проти царства Ані.
У 914 році після важкої поразки і загибелі анійського царя Смбата I, Гурген II Арцруні відійшов від союзу з братом Гургеном, не надавши тому допомоги в подальших війнах з Ані та Саджидами. Усю увагу приділяв зміцненню та захисту своїх володінь. Помер 923 року без нащадків. Його володіння успадкував брат Гагік.